# Joshua Hill (Pitcairn)

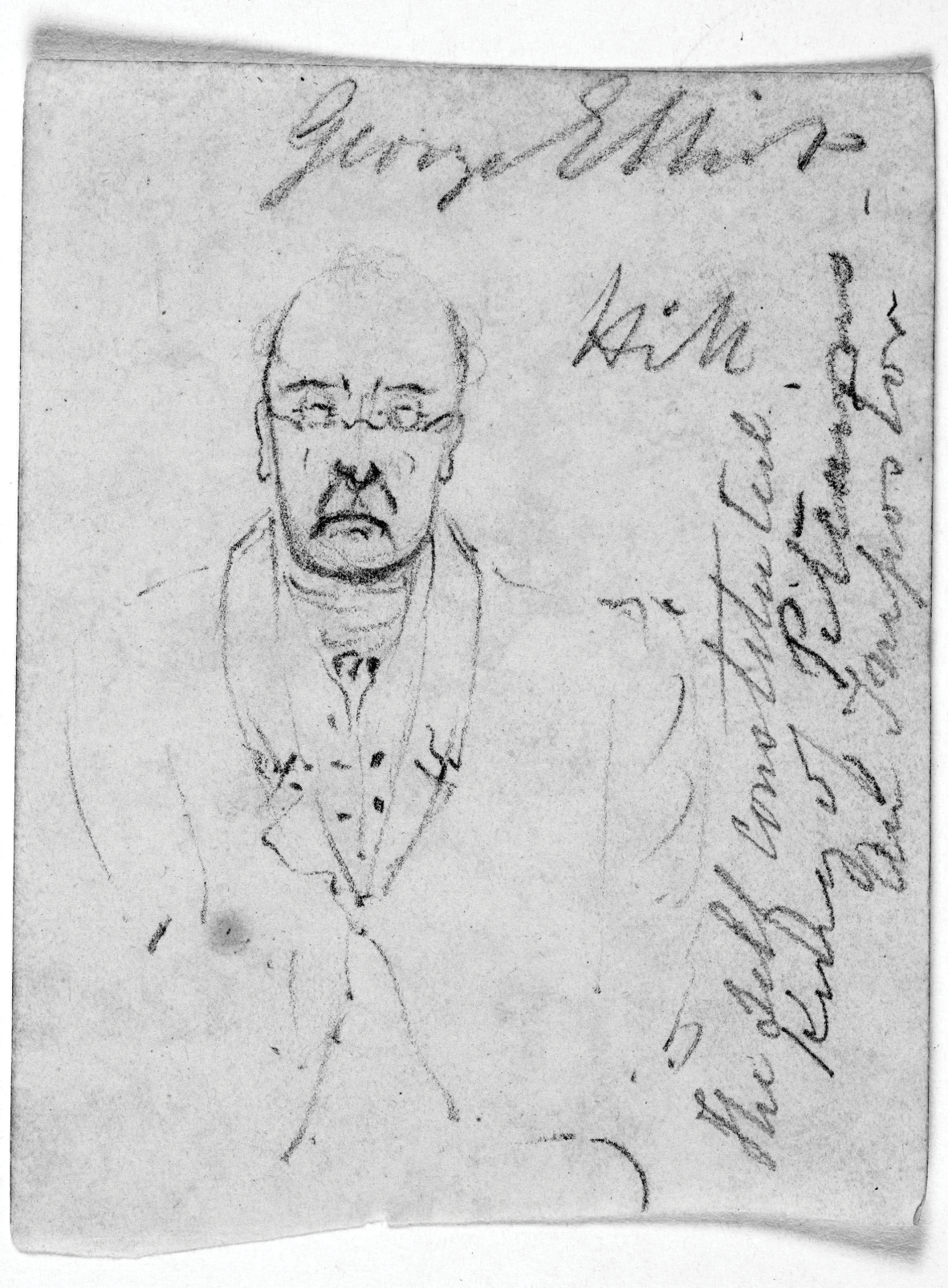
Darstellung von Joshua Hill (1838)

Joshua W. Hill (* 15. April 1773; † circa 1844) war ein US-amerikanischer Abenteurer.
Er war von Oktober 1832 bis 1837 erster und einziger Präsident der Pitcairninseln. Er folgte auf den Anführer John Adams und übergab das Führungsamt auf den Inseln an Magistrat Edward Quintal.
Hill erreichte am 28. Oktober 1832 die Insel Pitcairn im Pazifik. Er machte sich die Unstimmigkeiten und Querelen nach dem Tod von John Adams 1829 zu Nutzen und ließ sich zum Präsidenten der Inselgruppe wählen. Er war als Tyrann während seiner Herrschaft bekannt und ließ viele Bewohner der Insel einkerkern. Ende 1837 wurde Hill der Insel verwiesen und nach Valparaíso gebracht.

## Trivia
Hill war vermutlich die Vorlage des Charakters Butterworth Stavely in Mark Twains Kurzgeschichte The Great Revolution in Pitcairn.